# Campeonato Mundial de Futebol de Salão de 2011
O Campeonato Mundial de Futebol de Salão de 2011 foi a décima edição do Campeonato Mundial de Futebol de Salão (FIFUSA/AMF). Tendo como país sede a Colômbia. Os jogos foram realizados nas cidades colombianas de Bucaramanga, Villavicencio, Bogotá e Bello no período de 15 a 26 de março.